# ۴۶ بزغاله
۴۶ بزغاله یک ستاره است که در صورت فلکی بزغاله قرار دارد.